# Кирш, Ирвинг
Ирвинг Кирш (англ. Irving Kirsch) (род. 7 марта 1943 года, Нью-Йорк) — психолог, исследователь эффекта плацебо, антидепрессантов, феноменов внушаемости и гипноза. В своих исследованиях пришёл к выводу, что весь или практически весь терапевтический эффект антидепрессантов не превышает эффект плацебо. Автор критической книги об антидепрессантах «Новое лекарство короля» и метаанализов о действии антидепрессантов.

## Исследования эффекта антидепрессантов
Ирвинг Кирш, по его собственным словам, первоначально не интересовался исследованиями антидепрессантов. Фокус его научного интереса сосредоточивался на эффекте плацебо. Кирша заинтриговал тот факт, что само ожидание улучшения может благотворно повлиять на состояние человека в депрессии. Исследователь отмечает, что чувство безысходности и отсутствия надежды являются одними из главных определяющих черт депрессии. Люди с депрессией часто говорят, что худшей вещью в их жизни является сама депрессия. В таком случае может сработать любой способ, который даст человеку надежду на улучшение его самочувствия. Надежда сменит характерное для депрессии чувство безнадёжности.
Кирш решил проверить, насколько велика доля эффекта плацебо в силе воздействия антидепрессантов. До этого момента у него не было негативного отношения к антидепрессантам. Он иногда практиковал работу психотерапевтом и порой переправлял своих клиентов с депрессией к психиатру, который выписывал им антидепрессанты. Кирш принял решение обобщить результаты многих исследований в научной процедуре, известной как «метаанализ». Для того чтобы получить доступ к исследованиям, которые не публиковались, Кирш использовал закон о свободе информации в США. Анализ всех исследований показал, что эффект антидепрессантов по сути равен эффекту плацебо. Разница между антидепрессантами и плацебо составила всего 1,8 балла по 53-балльной шкале Гамильтона для измерения депрессии. Такое различие нельзя признать клинически значимым. На этом основании Ирвинг Кирш пришел к выводу, что положительный эффект от антидепрессантов представляет по своей сути модифицированный эффект плацебо.

### Критика недостатков клинических исследований
Ирвинг Кирш критиковал недостатки в практике и дизайне клинических исследований. Подобные недостатки часто давали возможность антидепрессантам получить одобрение правительственной комиссии. По словам Кирша, один из недостатков заключался в том, что для получения одобрения достаточно было предъявить результаты всего двух исследований, которые показали небольшой статистически значимый эффект. Количество исследований, показавших отрицательный результат, при этом не имело значения. Кирш приводит пример, когда пять исследований показали неэффективность препарата, но двух других положительных хватило, чтобы подать успешную заявку на одобрение правительственной комиссии.
Кирш критиковал дизайн клинических исследований антидепрессантов по той причине, что в них не достигается реального «ослепления», необходимого для клинических испытаний. Предполагается, что в клинических исследованиях пациент и персонал не должны знать о том, принимает ли пациент плацебо или препарат. Это необходимо, чтобы появилась возможность непредвзято отличить эффекты плацебо от эффектов препаратов. Такой принцип получил название «двойного слепого метода».
Однако существенным недостатком клинических исследований антидепрессантов, по мнению Кирша, является использование инертного плацебо. Инертное плацебо — это просто пустышка, которая не создаёт никаких эффектов. Антидепрессанты же достоверно создают ряд неблагоприятных эффектов, которые также называют «побочными». Это могут быть падение либидо, тошнота, сонливость, головокружение. По наличию или отсутствию таких неблагоприятных эффектов пациенты часто могут правильно понять, что принимают настоящий препарат, а не инертное плацебо. Кирш приводит данные из одного из исследований, где 89 % пациентов правильно угадали, что принимают плацебо или настоящий препарат. Таким образом, клинические исследования антидепрессантов в большинстве случаев проводятся без должного соблюдения двойного слепого метода, потому что благодаря побочным эффектам пациенты могут догадаться, что принимают настоящий препарат. Это искажение часто может обеспечивать антидепрессантам небольшое статистически значимое превосходство перед плацебо.
Кирш предлагает использовать в клинических исследованиях активное плацебо вместо инертного. Активное плацебо создает различимые неблагоприятные эффекты, которые немного похожи на воздействие настоящего препарата. Поэтому пациентам будет сложнее догадаться о том, что они принимают настоящий препарат, а не плацебо.